# Microsoft Flight Simulator X
Microsoft Flight Simulator X (även FSX) är en utgåva av Microsoft Flight Simulator från 2006. Den innehåller en uppgradering av grafikmotorn och är kompatibel med DirectX 10 för Windows Vista och Windows 7.

## Inledning
Microsoft Flight Simulator X ingår i Microsofts flygsimulatorserie med anor från tidigt 1980-tal. Denna version innehöll en rad förbättringar och nya funktioner från tidigare spel.
Spelet innehåller 24000 flygplatser, flera monument och historiska platser.
Spelet innehåller också ett antal uppdrag och kurser. I kurserna ges en rudimentär flygutbildning. I detta avseendet skiljer sig FSX signifikant från föregående version där Microsoft hade anlitat professionella utbildare som Rod Machado för att erbjuda spelaren en mer rigorös utbildning. Detta är dock i hållning med Microsofts mål att nå ut med serien till fler spelare genom att tona ner simulatorn och framhäva spelet.

## Standard- och Deluxeutgåva
Flight Simulator X finns  de två utgåvorna Standard och Deluxe, där Deluxe innehåller några ytterligare funktioner, bland annat ett Software Development Kit (SDK), tre flygplan med GPS-mottagaren Garmin G1000 och möjlighet för spelaren att agera flygledare.

### Nya funktioner
Nedan listas ett par av de nya (de finns ej med i tidigare versioner) funktionerna i Flight Simulator X:
- Förbättrad grafik inklusive förbättrad upplösning av ytor (eng. textures), ny modell av jorden vilket stödjer flygning i polarområdena, verkliga vägdata, regionspecifika ytor, tredimensionella djur med mera. Dessutom kommer landskapsytorna (eng. scenery textures) att sammanfalla med de automatiskt genererade (Autogen) byggnaderna.
- Förbättrad funktionalitet för standardflygplatserna - korrekta dynamiska fordon, passagerarramper med mera kommer nu att visas som standard där de förekommer i verkligheten.
- Den inbyggda GPS-mottagaren har uppdaterats till en Garmin G1000 (endast i Deluxe Edition).
- Förbättrad flygledning, för första gången med regionala röstuppsättningar och även vissa icke-FAA-procedurer där så är tillämpligt (till exempel höjdmätar-/QNH)-skala i europeiska enheter).
- Förbättrade och nya standardflygplan, till exempel Airbus A321.
- Förbättrat vädersystem
- Förbättrat multispelarfunktionalitet, med Shared Skies, en funktion som tillåter att flera spelare delar samma förarkabin.
- Deluxe-versionen innehåller Tower Controller som kommer att tillåta användarna att simulera lokal flygledning vid flera flygplatser runt hela världen (endast i multispelarläge).
- Förbättrat ljudsystem med stöd för 5.1 surround-ljud.
- API-er för att tillåta FSUIPC-liknande tillgång till Flight Simulators funktioner och variabler.